# Cmentarz w Milanówku
Cmentarz w Milanówku – rzymskokatolicki cmentarz wyznaniowy w Milanówku, należący do parafii św. Jadwigi Śląskiej. Jest jedyną czynną nekropolią na terenie gminy miejskiej Milanówek. Od 1988 r. częściowo wpisany do rejestru zabytków. 

## Historia
Ziemia pod pierwsze kwatery cmentarza została zakupiona w 1929 r. od rodziny Paćków, stąd funkcjonująca później potoczna nazwa cmentarza „Paćkowe górki”. Przez ok. 10 lat trwały spory prawne związane z otwarciem nekropolii, powodowane po części protestami właścicieli sąsiednich budynków mieszkalnych. Po wybuchu II wojny światowej podjęto decyzję o natychmiastowym otwarciu cmentarza w związku z koniecznością pochówku pierwszych milanowskich ofiar kampanii wrześniowej. Pierwszy pogrzeb na cmentarzu odbył się 9 września 1939 r., zaś 23 października 1939 r. dokonano jego oficjalnej konsekracji. W 1944 r. po raz pierwszy powiększono cmentarz poprzez wykup sąsiednich działek. W czasie wojny został także ogrodzony. 
W 1946 r. abp Antoni Szlagowski, rezydujący wówczas w Milanówku biskup pomocniczy i wikariusz kapitulny archidiecezji warszawskiej, wydał dokument przekazujący cmentarz, wcześniej należący do parafii w Żukowie, w zarząd parafii św. Jadwigi w Milanówku. W latach 1952, 1994, 2000 i 2006 powierzchnia cmentarza była sukcesywnie powiększana. 
W 1988 r. część cmentarza, a dokładnie znajdująca się na nim kwatera żołnierska z czasów II wojny światowej, została wpisana do rejestru zabytków pod numerem 1340. 

## Pochowani
- Filip Adwent (1955–2005) – polityk i lekarz, poseł do Parlamentu Europejskiego
- Włodzimierz Antoniewicz (1893–1973) – profesor archeologii, rektor Uniwersytetu Warszawskiego
- Franciszek Bronikowski (1907–1964) – wioślarz, medalista igrzysk olimpijskich w Amsterdamie
- Kazimierz Grzybowski (1918-2009) – podporucznik Wojska Polskiego, uczestnik powstania warszawskiego
- Franciszek Jachieć (1889–1965) – podpułkownik Wojska Polskiego, piłkarz i działacz piłkarski
- Jerzy Kamiński (1926–2003) – senator, członek rządu Hanny Suchockiej
- Ignacy Koschembahr-Łyskowski (1864–1945) – profesor prawa, rektor Uniwersytetu Warszawskiego
- Andrzej Kossakowski (1929–1992) – historyk sztuki, doktor nauk humanistycznych, dziennikarz, krytyk, twórca i wieloletni dyrektor Stołecznego Biura Wystaw Artystycznych
- Zygmunt Krzyżanowski (1928–1980) – polski trener siatkówki, twórca sukcesów reprezentacji Polski w siatkówce kobiet
- Zbigniew Muszyński (1912–1991) – inżynier mechanik, rektor SGGW, prezes Urzędu Patentowego
- Wincenty Odyniec (1865–1952) – generał dywizji Wojska Polskiego
- Ferdynand Antoni Ossendowski (1878–1945) – pisarz, dziennikarz, podróżnik, antykomunista, nauczyciel akademicki, działacz społeczny, polityczny i naukowy
- Beata Pawlak (1957–2002) – polska dziennikarka i reporterka
- Juliusz Petry (1890–1961) – literat i radiowiec, współtwórca TVP
- Jerzy Pług-Piętowski (1894–1979) – powstaniec warszawski, działacz polityczny
- Feliks Pomorski (1895–1963) – polski przedsiębiorca, twórca krówek
- Bogdan Pruszyński (1934–2016) – lekarz radiolog, profesor i rektor Akademii Medycznej w Warszawie
- Józef Rybicki (1901–1986) – nauczyciel, kapitan Armii Krajowej, dowódca Kedywu Okręgu Warszawa
- Jarosław Marek Rymkiewicz (1935–2022) – poeta, dramaturg, profesor nauk humanistycznych
- Jan Stankiewicz (1862–1945) – generał brygady Wojska Polskiego
- Apolinary (Ary) Sperski (1902–ok. 1943) – artysta malarz, portrecista i ilustrator pochodzenia żydowskiego
- Wacław Suchowiak (1876–1950) – polski inżynier mechanik
- Jerzy Śliziński (1920–1988) – profesor slawistyki
- Janusz Uberna (1929–2013) – geolog, pracownik naukowy Państwowego Instytutu Geologicznego
- Armand Vetulani (1909–1994) – krytyk, kurator i historyk sztuki
- Jerzy Wądołkowski (1895–1964) – major Wojska Polskiego